# Platja de Pinedo
La platja de Pinedo és una platja d'arena fina orada i dunes, aigües tranquil·les i onatge moderat. Té una ocupació mitjana. Limita cap a l'interior amb arrossars, mentre que al nord limita amb la nova desembocadura del Riu Túria. Es troba a la localitat de Pinedo, actualment una pedania de València. Compta amb un passeig marítim, i al llarg dels seus tres quilòmetres s'hi troben quiosquets, bars i restaurants. L'aigua és apta per al bany i està condicionada amb dutxes. Existeix una zona lliure, que va des de la famosa Casa Negra, fins a l'antiga fàbrica de Plexi, la qual està habilitada per al nudisme. Al sud limita amb la platja del Saler, i entra dins de l'espai protegit del Parc Natural de l'Albufera.